# Horst Dreher
Horst Dreher (* 19. September 1955) ist ein ehemaliger deutscher Fußballtorhüter.

## Karriere
Horst Dreher begann in der Jugend des VfB Stuttgart mit dem Fußballspielen, mit dem er 1972/73 Deutscher Juniorenmeister wurde. Mehrfach wurde er aufgrund seines Talents in die Jugendnationalmannschaft des DFB  berufen.
Da der VfB mit Helmut Roleder und Gerhard Heinze zwei starke Torhüter besaß, entschloss sich Dreher zu einem Wechsel zum damaligen Zweitligisten Arminia Bielefeld.
Nachdem er nach zwei Jahren bei den Ostwestfalen noch immer nicht als Stammtorhüter gesetzt war, ging er zur Saison 1976/77 zum frischgebackenen Zweitligaaufsteiger Bonner SC. Nach dem Zwangsabstieg der Bonner musste sich Dreher erneut einen neuen Verein suchen.
Bei Fortuna Düsseldorf spielte er zunächst in der Amateurmannschaft, wurde aber zur Saison 1979/80 in den Profikader aufgenommen. Den etatmäßigen Keeper Jörg Daniel ersetzte Dreher am letzten Spieltag der Hinrunde gegen den MSV Duisburg. Dreher feierte eine gelungene Premiere: Düsseldorf siegte mit 1:0 und der Torwart wurde aufgrund seiner Leistung vom Fachmagazin „Kicker“ in der „Elf des Tages“ aufgeführt. Durch mehrere Verletzungen (schwere Gehirnerschütterung, Schien- und Wadenbeinbruch) konnte er den Stammtorhüter Daniel bis zu dessen Vereinswechsel dennoch nicht aus dem Tor verdrängen. Von Trainer Jörg Berger vor der Saison 1981/82 zur neuen Nummer eins gekürt, konnte Dreher an die einstigen Leistungen nur noch selten anknüpfen. 1983 wechselte er zum Amateurligisten Wuppertaler SV. Seine aktive Laufbahn ließ er beim bergischen Fußballklub SV Wermelskirchen 09 ausklingen.

## Erfolge
- Deutscher A-Juniorenmeister: 1973